# Episodi di Love, American Style (seconda stagione)
La seconda stagione della serie televisiva Love, American Style è stata trasmessa in anteprima negli Stati Uniti d'America dalla ABC tra il 25 settembre 1970 e il 12 marzo 1971.
| nº | Titolo originale                                                                                          | Titolo italiano | Prima TV USA      | Prima TV Italia |
| -- | --- | --------------- | ----------------- | --------------- |
| 1  | Love and the Father / Love and the Motel                                                                  |                 | 25 settembre 1970 |                 |
| 2  | Love and the Nurse / Love and the Old Boyfriend                                                           |                 | 2 ottobre 1970    |                 |
| 3  | Love and the Hypnotist / Love and the Psychiatrist                                                        |                 | 9 ottobre 1970    |                 |
| 4  | Love and the Big Date / Love and the Longest Night                                                        |                 | 16 ottobre 1970   |                 |
| 5  | Love and the Elopement / Love and the Visitor                                                             |                 | 23 ottobre 1970   |                 |
| 6  | Love and the Eskimo / Love and the Nuisance                                                               |                 | 30 ottobre 1970   |                 |
| 7  | Love and the Decision / Love and the Haunted House                                                        |                 | 6 novembre 1970   |                 |
| 8  | Love and the Fur Coat / Love and the Trip                                                                 |                 | 13 novembre 1970  |                 |
| 9  | Love and the Young Executive                                                                              |                 | 20 novembre 1970  |                 |
| 10 | Love and the Champ / Love and the Pen Pals                                                                |                 | 27 novembre 1970  |                 |
| 11 | Love and the Intruder / Love and the Lost Dog                                                             |                 | 4 dicembre 1970   |                 |
| 12 | Love and the Happy Couple / Love and the Understanding                                                    |                 | 11 dicembre 1970  |                 |
| 13 | Love and the Man Next Door                                                                                |                 | 18 dicembre 1970  |                 |
| 14 | Love and the Kidnapper                                                                                    |                 | 1º gennaio 1971   |                 |
| 15 | Love and the Only Child / Love and the Wig                                                                |                 | 8 gennaio 1971    |                 |
| 16 | Love and Operation Model / Love and the Sack                                                              |                 | 15 gennaio 1971   |                 |
| 17 | Love and the Cake / Love and Murphy's Bed / Love and the Neighbor / Love and the Serious Wedding          |                 | 22 gennaio 1971   |                 |
| 18 | Love and the Big Game / Love and the Nutsy Girl / Love and the Vampire                                    |                 | 29 gennaio 1971   |                 |
| 19 | Love and the Arctic Station / Love and the Pulitzer Prize / Love and the Tattoo                           |                 | 5 febbraio 1971   |                 |
| 20 | Love and the Baker's Half Dozen / Love and the New Roommate / Love and the Rug / Love and the Second Time |                 | 12 febbraio 1971  |                 |
| 21 | Love and the Boss / Love and the Jury / Love and the Logical Explanation / Love and the Pregnancy         |                 | 19 febbraio 1971  |                 |
| 22 | Love and the Heist / Love and the Love Potion / Love and the Teddy Bear                                   |                 | 26 febbraio 1971  |                 |
| 23 | Love and the Duel / Love and the Note / Love and the Young Unmarrieds                                     |                 | 5 marzo 1971      |                 |
| 24 | Love and the Fuzz / Love and the Groupie / Love and the Housekeeper / Love and Women's Lib                |                 | 12 marzo 1971     |                 |